# Ірландські танці
Ірландські танці — група традиційних танців, що сформувалися в Ірландії у XVIII-XX століттях і стали дуже популярними у всьому світі після постановки 1994 року танцювального шоу Riverdance, а також низки ірландських танцювальних шоу, що були після нього. Поділяються на:
- Ірландські сольні танці[en] (англ. Irish Stepdance). Їх особливістю є швидкі й чіткі рухи ногами, а корпус і руки при цьому залишаються нерухомими. Ірландські сольні танці були створені ірландськими майстрами танцю в XVIII-XIX століттях і досить жорстко стандартизовані Комісією з ірландських танців[ru] на початку XX століття в Ірландії в результаті діяльності Гельської ліги, що згодом дозволило створити численну школу майстрів, здатних виконувати досить складну танцювальну техніку. Саме на цій техніці ґрунтується видовищність Riverdance і подібних шоу.
- Ірландські кейлі[en] (ірл. céilí) — парні і групові танці, що базуються на стандартних кроках ірландських сольних танців. Схеми кейлі також формалізувала Комісія з ірландських танців[ru][1].
- Постановочні фігурні танці (англ. Choreographed Figure Dances) ґрунтуються на стандартних сольних ірландських танцях і фігурах кейлі, але орієнтовані на масовий виступ відразу багатьох танцюристів у рамках постановочних шоу, у зв'язку з чим допускають різні відступи від стандартів з метою підвищення видовищності. В результаті розвитку саме цього напряму були створені Riverdance й інші не менш відомі ірландські танцювальні шоу[1].
- Сет-танці[en] (англ. Set Dancing) - парні ірландські соціальні танці. На відміну від кейлі базуються на відносно простих кроках французьких кадрилей[1].
- Шан-нос (ірл. sean-nós) - особливий стиль виконання традиційних ірландських пісень і танців, якого не торкнулась діяльність майстрів танцю і Гельської ліги. Зберігся в ірландському регіоні Коннемара[2].

Всі види ірландських танців виконують винятково під традиційні ірландські танцювальні мелодії: ріли, джиги та горнпайпи.

## Різновиди ірландських танців залежно від мелодії та музичного розміру

### Джига (jig)
Старовинна мелодія кельтського походження. Залежно від музичного розміру мелодії, під яку виконують танець, виділяють лайт(дабл)-джигу, сліп-джигу, сингл-джигу і требл-джигу. Звичайний музичний розмір цих видів джиги становить 6/8. Зовсім окремо стоїть сліп-джига, яку виконують з особливим розміром 9/8 і винятково в м'якому взутті.

### Ріл (reel)
Виник приблизно в другій половині XVIII століття в Шотландії. Звичайний музичний розмір ріла 4/4. Його танцюють у м'якому взутті - ізі-ріл і твердому - тоді це требл-ріл. Чоловічий "м'який" ріл виконують у спеціальних черевиках - з каблуком, але без набійок на носку (англ. reel shoes).

### Горнпайп (hornpipe)
Дослідники впевнені, що горнпайп виник з Англії єлизаветинських часів, у якій його виконували як сценічне дійство. В Ірландії його танцюють зовсім інакше і від середини вісімнадцятого століття виконують під музику 2/4 або 4/4. Виконують у твердому взутті.

## Історія
Перші відомості про ірландські танці припадають на XI ст. Це дані про танцювальні гуляння ірландських селян, які мають назву feis, (вимовляється «феш»), однак описи самих танців вперше з'явилися в середині XVI ст. і були досить довгими та незрозумілими. Не цілком зрозуміло, які з танців, описаних тоді, були власне ірландськими, а які з'явилися в Ірландії під впливом французьких і шотландських танців. Однак для всіх стародавніх ірландських танців були характерні швидкий темп і приставні кроки.
У період англійської колонізації Ірландії метрополія безперервно переслідувала всі прояви ірландської культури. «Каральні закони», які англійці ввели в середині XVII ст., забороняли навчання ірландців чого завгодно, зокрема музики і танців. Тому впродовж понад 150-ти років ірландських танців навчали таємно. Танцювальна культура існувала у вигляді таємних занять, які проводили в селах мандрівні вчителі танців, (так звані «майстри танців») і у вигляді великих сільських гулянок, на яких люди танцювали в групах, часто під керівництвом тих самих майстрів.
Деякі з танцювальних майстрів наприкінці XVIII ст. почали створювати перші танцювальні школи, з яких найвідомішими були школи на Півдні (в провінції Мюнстер) в графствах Керрі, Корк і Лімерик. Існували знамениті школи і в інших містах. Кожен майстер міг придумувати свої рухи (стрибки, підскоки, повороти). Різні школи відрізнялися набором рухів, використовуваних в танцях.
На початку XX століття в процесі «гельського відродження» спеціальний підрозділ Гельської ліги (який згодом виділився в окрему організацію - комісію з ірландських танців) зайнявся дослідженням і стандартизацією традиційних ірландських танців з метою їх подальшої популяризації серед ірландського населення (Ліга навмисно ігнорувала танці, у яких були сильно помітні іноземні корені - так, наприклад, були проігноровані досить популярні в Ірландії сетові танці). За основу Ліга прийняла південну («мюнстерську») танцювальну традицію, як найбільш яскраво виражену в технічному сенсі. У процесі діяльності Ліги стандартизовано:
- Ірландські сольні танці (як виконувані під традиційні мелодії, так і особливі танцювальні сети)
- групові кейлі.

Відтоді в усьому світі існує величезна система танцювальних шкіл, що викладають ці стандартизовані («сучасні») ірландські танці, а також система змагань, що дозволяє безперервно зростати майбутнім майстрам.
Низка діячів ірландської культури визнали неправильним виділення «мюнстерської» школи і зневагу до інших напрямів ірландського танцювального мистецтва.
Сольні танці, виконувані в інших техніках, названо «шан-нос» (ірл. sean-nós, «старий шлях») Станом на 2016 рік серед них виділяють два напрями:
танці, що збереглися в ірландському регіоні Коннемара і ті, що збереглися в ірландських емігрантів у Північній Америці.

## Сучасність

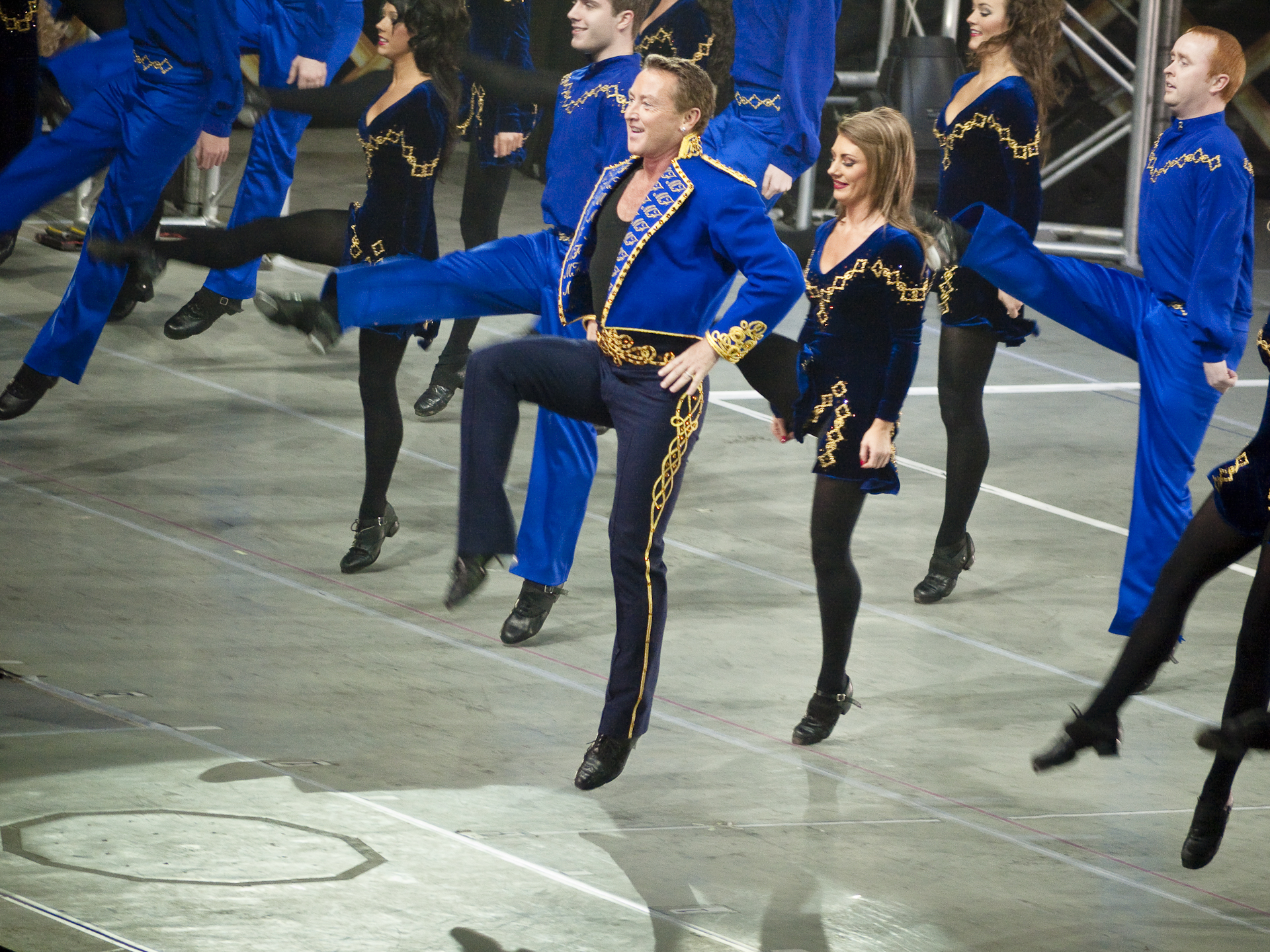
Майкл Флетлі та його трупа

Попри потужну підтримку Гельської ліги в Ірландії та ірландських емігрантських громад в США, Канаді та інших колишніх британських колоніях, до кінця XX століття ірландські танці все-таки були заняттям, яким захоплювалася лише невелика група любителів — переважно ірландців та їхніх нащадків в еміграції.
Все змінилося після того, як 1994 року в антракті конкурсу «Євробачення» було представлено танцювальне шоу „Riverdance“, в якому взяли участь чемпіони з ірландських танців Джин Батлер і Майкл Флетлі. Відпрацьована роками тренувань і змагань традиційна ірландська танцювальна техніка настільки сподобалась глядачам, що на хвилі успіху „Riverdance“ з'явилась ще ціла низка дуже успішних танцювальних вистав:
- Lord of the Dance
- Feet of Flames
- Celtic Tiger
- Dancing on Dangerous Ground

та низка інших (Ragus The Show, Spirit of the dance,  Celtic Dream, Innova Irish Dance Company, «Gaelforce Dance»). Крім того, ці шоу розбудили в багатьох людях інтерес до занять ірландськими танцями. Можна сказати, що нині ірландський танець є такою самою візитною карткою Ірландії, як її музика або пиво Guinness.
Останніми роками «шан-нос» набуває певної популярності серед танцюристів, які раніше виконували «сучасні» ірландські танці.